# Marca Inferior

O Califado de Córdova no ano 1000

Marca Inferior ou Altaguir Aladna (Al-Tagr al-Adna) era uma circunscrição administrativa e militar do Alandalus, que se manteve desde o século VIII até ao fim do Califado de Córdova (929–1031), no século XI. Estava situado a oeste do Alandalus. Abrangia territórios hoje incluídos em Portugal, situados a norte e noroeste do rio Guadiana, até ao oceano Atlântico, na zona entre Beja e o rio Douro. Correspondia às terras situadas a norte do Algarbe Alandalus. Devido à sua natureza fronteiriça e à sua vulnerabilidade em relação às incursões cristãs, estava em alerta militar constante.

## História
Como acontecera antes na Síria, no Egito e na Pérsia, a conquista árabe-berbere de 711 manteve numa primeira fase as unidades administrativas existentes na Península Ibérica, mudando-lhes apenas as denominações. A Península foi dividida em coras (em árabe: كورة,; romaniz.: kūrah), que correspondiam a antigos conventos, ou dioceses. No interior de cada cora, foram criadas unidades administrativas menores, chamadas quran (sing. qarya), correspondendo a "comunidades locais".
Devido às necessidades militares da Reconquista, outras circunscrições foram criadas perto da fronteira. No início do século X, o Califado de Córdova (929–1031) estava dividido e organizado em seis grandes circunscrições, três interiores e três fronteiriças, todas com as suas respectivas coras.
- As demarcações civis ou "regiões interiores" (nabiia) eram: Algarbe, que abrangia a atual província de Huelva e o sul de Portugal; Almauçate (al-Mawsat) ou "terras do centro", que se estendia pelos vales do rio Guadalquivir e do rio Genil, além das zonas montanhosas da Andaluzia, ou seja, a antiga "Bética"; e Alxarque ou "terra de oriente", que abrangia o arco mediterrâneo, da atual província de Múrcia até Tortosa.
- Entre estas demarcações e a fronteira com os cristãos no Norte situavam-se três marcas, que correspondiam a três regiões fronteiriças fortificadas: Altaguir Alala (al-Tagr al-Ala) ou Marca Superior, com capital em Saragoça; Altaguir Alauçate (al-Tagr al-Awsat) ou Marca Média, com capital em Toledo; e Altaguir Aladna ou Marca Inferior, com capital em Mérida. Estas marcas mantiveram-se até a aparição dos Reinos de Taifas, no século XI[1].

## Organização
No contexto hispanomuçulmano, a fronteira concebia-se como uma grande faixa desorganizada de separação, no exterior das marcas, sem fazer parte da estrutura territorial e com povoamento muito escasso, limitado a pontos concretos. Neste modelo, em que as "marcas" ou "tugur" (plural de "taguir") desempenhavam um papel militar e estratégico fundamental, al-Taguir al-Adna correspondia a um território militar lusitano com uma capital em Mérida, na qual residia um chefe militar e civil único e forte chamado qa'id, que habitava na parte fortificada da cidade, ou alcáçova. A sua autoridade superpunha-se à autoridade dos vali ou governadores da cora incluída na marca. Tinha presumivelmente mais poderes e recursos militares.
A Marca Inferior integrava a Cora de Mérida, que se estendia pela atual Estremadura espanhola e o sul de Portugal, até ao oceano Atlântico, com capital na cidade de Mérida, antiga capital lusitana, que lhe dava o nome, ou em Badalhouce (Badajoz), segundo a época. A demarcação procedia da antiga divisão lusitana tardia romana, que se formara como "cora" na época do emirado sob o nome de Xenxir. A Cora de Mérida, integrada na Marca Inferior, era uma das mais extensas e economicamente pujantes, embora a proximidade da fronteira cristã lhe desse um caráter predominantemente militar. A Cora de Lixbuna (Lisboa), pode ter sido um iqlim dependente do emirado de Xenxir, posto que também a estrutura deste tinha um cádi à frente da sua administração judicial, apesar de haver provas de que gozou de certa autonomia em 808-809, depois da rebelião de Tumlus.
Após a dissolução do califado, a Cora de Mérida converteu-se na Taifa de Badajoz.